# Tácticas de carros de guerra

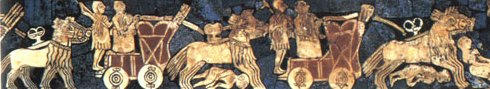
Relieve de antiguos vagones en el estandarte de Ur, ca. 2600 a. C.

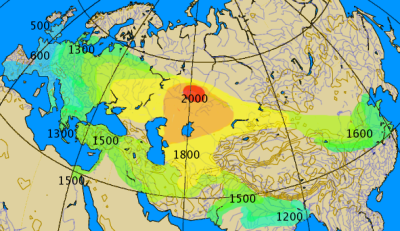
Mapa histórico aproximado de la propagación del carro, 2000-500 a. C.

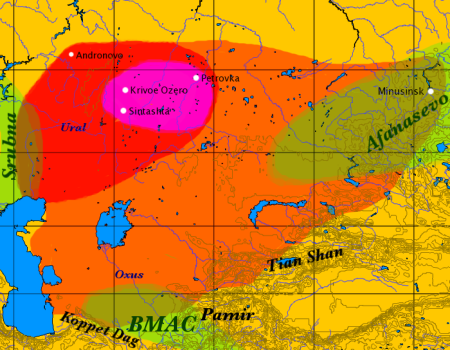
El área de los más antiguos hallazgos de carros de ruedas de radios dentro de la cultura Sintashta-Petrovka está indicada en el color púrpura

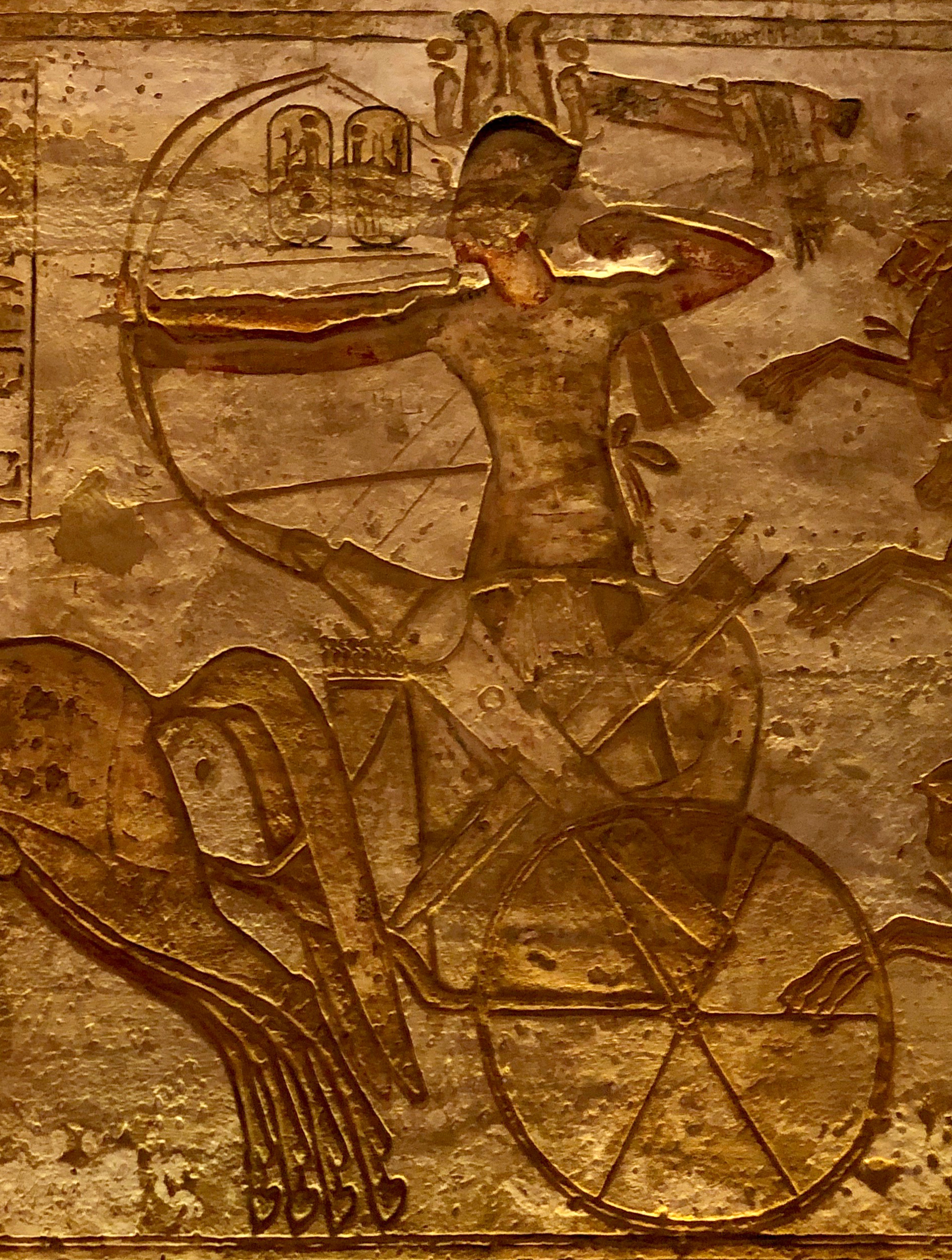
Relieve de Ramsés II situado en Abu Simbel luchando en la Batalla de Kadesh. Nótese que hay dos arqueros montados en el carro, uno de ellos tiene las riendas atadas alrededor de su cuerpo para liberar sus manos. Los arqueros en un carro podían usar fuertes arcos de infantería, pero mientras se movían el temblor no amortiguado disminuía la capacidad de apuntar a objetivos específicos.

Las primeras representaciones de carros de cuatro ruedas tirados por onagros semidomesticadas y otros animales disponibles provienen de los sumerios. Contra la infantería, estos rápidos carros utilizaban tácticas de desgastar al enemigo mediante el fuego de misiles, desplegando tropas pesadas y atropellando a los enemigos.
El siguiente paso fue hacia carros más rápidos con ruedas de radios. Las ruedas más ligeras hicieron posible construcciones más ligeras. Esto hizo posible superar a la infantería ligera y a otros carros. Además, el desarrollo de arcos compuestos cortos lo convirtió en un arma devastadora.
Los honderos y jabalineros, que podían contraatacar y proteger a las otras tropas, no tenían protección de armadura o disciplina de escudo. Eran escaramuzadores, manteniéndose fuera del alcance del enemigo. Pero los carros móviles que los bañaban con flechas eran difíciles de alcanzar, por lo que estaban indefensos contra ellos. El papel y las tácticas de los carros de guerra se comparan a menudo con los tanques en la guerra moderna, pero esto se disputa con los estudiosos que señalan que los carros eran vulnerables y frágiles, requerían un terreno llano mientras que los tanques son vehículos todoterreno, y por lo tanto no son adecuados para su uso en la forma en que los tanques modernos han sido utilizados como fuerza de choque físico.
Los carros, carretas y carretones todavía tenían la desventaja de usar más de un caballo por cada soldado transportado. Los jinetes alcanzaron la supremacía gracias a una mayor maniobrabilidad que las carretas en el primer milenio a. C., tan pronto como el caballo domesticado se había criado lo suficientemente grande como para llevar un hombre armado.

## Guerra de carros y elefantes
La carroza se limitó a terrenos planos y con mucho espacio. Era el núcleo de la mayoría de las caballerías, y se convirtió en tropas de choque y centros de mando.[cita requerida] Luego fue reemplazado por el elefante de guerra con sus supremas habilidades en el combate cuerpo a cuerpo.[cita requerida] La ágil infantería y las primeras tropas a caballo les proporcionaron protección y un poder de combate adicional.

### Carros ligeros y medios.
Había dos formas diferentes para que los carros ligeros operaran en el campo de batalla.
Uno debía tener en cada carro un guerrero/arquero y un conductor/portador de escudo. Aparte del escudo, ambos tripulantes estaban completamente blindados y sus caballos estaban bardeados. El arquero usaba un arco compuesto, de potencia y alcance superiores, disparando pesadas flechas con punta de bronce que eran capaces de perforar la armadura y traspasar a un hombre. Las disciplinadas compañías de carros utilizaban tácticas de golpe y huida para desgastar a las fuerzas enemigas, poniéndose a tiro, deteniéndose para disparar una o tres voleas y alejándose antes de que el enemigo pudiera tomar represalias.
El otro método era usar armas de combate cuerpo a cuerpo. Los carros podían aterrorizar y dispersar una fuerza enemiga cargando, amenazando con atropellar a los soldados de a pie enemigos y atacándolos con una variedad de armas de corto alcance, como jabalina, lanza y hacha.
Los carros ligeros podían ser desmantelados y transportados a través de terrenos desfavorables que los tipos más pesados no podían, lo que aumentaba su eficiencia para la guerra.
El carro celta (essedum) fue el que más tiempo duró en las batallas. Tenía una estructura ligera y ágil. Un guerrero fuertemente blindado se paraba en una pequeña plataforma con dos ruedas de radios de funcionamiento independiente. Su cuadriguero estaba sentado en una gruesa red de cuerda que conectaba la plataforma con los caballos. Podía llevar rápidamente al noble a la batalla y evacuarlo en caso de problemas. Su forma preferida de luchar era el combate cuerpo a cuerpo. Se utilizó en el continente desde el 700 a. C. hasta el 100 a. C. y en Gran Bretaña e Irlanda hasta el año 200 d. C. Esta táctica es similar a los hombres de armas desmontadas o a la moderna infantería mecanizada de hoy en día.

### Carrozas pesadas para tropas de choque
Estas eran, hasta la llegada del elefante de guerra, las únicas tropas de choque de la caballería disponibles. Normalmente se empleaban junto a las tropas a caballo. Hasta cuatro hombres se subían a un carro, blandiendo lanzas y armas de combate cuerpo a cuerpo. Las jabalinas y los arcos se empleaban para la lucha a distancia. Este carro era una construcción pesada y se movía con relativa lentitud. La infantería ligera podía seguirles el ritmo. El ímpetu de este carro pesado era suficiente para atravesar las formaciones enemigas, causando un efecto similar al de la caballería pesada con lanzas. Algunos generales, como Ciro II y Darío III de Persia y Mitridates del Ponto, colocaban guadañas en las ruedas de sus carros con la esperanza de romper las formaciones enemigas. Históricamente, sin embargo, esta táctica tuvo como mucho un éxito mixto, ya sea porque los caballos no cargaban directamente en formaciones muy apretadas o porque la fuerza opuesta simplemente se mantenía lo suficientemente alejada una de la otra para evitar las guadañas y luego sacaba a los conductores mientras cabalgaban a través de los huecos creados.

### Carros indios y elefantes de guerra.
Los carros indios combinaban la seguridad de un carro con el impacto de un elefante de guerra. Para entonces, la infantería había aprendido a evitar los carros formando pasadizos y luego atacándolos por la espalda. El elefante introdujo un nuevo peligro en una formación enemiga, siendo igualmente peligroso para la infantería del frente o de atrás. Los carros podían seguir con relativa seguridad a los elefantes y ayudar con el fuego de las flechas en los huecos. Después de que los griegos tuvieran su primer contacto en la batalla de Gaugamela, esta nueva táctica pronto sustituyó totalmente a los carros entre las tropas de choque alrededor del Mediterráneo. Polibio cuenta que el elefante asiático "Suru" fue el último que sobrevivió después del paso de Aníbal por los Alpes.
Los carros indios fueron suplantados por escaramuzadores con armas de alcance. La mayor densidad de disparos y la mejor puntería de la infantería mejoraron este sistema de armas. Los elefantes se utilizaron para los asaltos frontales contra la infantería pesada y para las maniobras de flanqueo masivo. Podían alcanzar una velocidad máxima de 30 km/h. Dependiendo del grado de su equipamiento, ahora era posible que la infantería ligera más barata se mantuviera firme frente a su homóloga pesada. El movimiento de un elefante a través de la mayoría de las formaciones de batalla parecía al principio imparable.